# پی‌رنگ فرعی
در ادبیات داستانی یا سینما، پی‌رنگ فرعی، یک لایه‌ی ثانویه از پی‌رنگ یا طرح اصلی است که یک داستان جانبی را در خود دارد. پی‌رنگ فرعی ممکن است از نظر زمانی و مکانی و یا از نظر موضوعی به پی‌رنگ اصلی مرتبط باشد. هر داستان می‌تواند به تعداد نامحدودی پی‌رنگ فرعی داشته باشد که در برخی از نقاط با پی‌رنگ اصلی در هم تنیده شوند. به شکل کلی، در پی‌رنگ‌های فرعی، شخصیت‌های مکمل نقش دارند و ممکن است شخصیت اصلی (پروتاگونیست) یا شخصیت منفی (آنتاگونیست) در آن حضور نداشته باشند. 
پی‌رنگ‌های فرعی نسبت به پی‌رنگ اصلی دارای کنش کم‌تر و وقایعی کوچک‌ترند که بر جهانِ داستان، اثر کم‌تری دارند. 